# Павлич, Джордже
Джордже Павлич (серб. Đorđe Pavlić; 28 августа 1938, Дреновац, Королевство Югославия, — 9 мая 2015, Нови-Сад, Сербия) — сербский футболист, игрок сборной Югославии.

## Карьера
Джордже начал профессиональную карьеру в футбольном клубе «Войводина», в 1960 году. За 6 лет в составе данного клуба, он провел 109 матчей в которых забил 48 мячей.
В 1966 году он перешел в немецкий «Дуйсбург». В его составе он сыграл 173 матча, забив 21 раз.
С 1972 по 1974 года Джордже играл в ФК «Шварц-Вайс». За эти 2 года в команде от провел 19 встреч, в которых 2 раза забил гол.
С 1963 по 1964 года играл за национальную сборную Югославии. Был заявлен на Олимпиаду 1964 года, но не провел там не одного матча.
Всего, за время в сборной, он провел 2 матча, в которых не разу не забил.

## Награды
Войводина 

Первая лига
- Чемпион (1): 1965/1966